# Чизарира (национални парк)
Национални парк Чизарира (191 000 ha) (Chizarira National Park) се налази у централном делу Зимбабвеа. Чизарира је један од већих националних паркова али није толико познат због слабог приступа. У њему се налазе прилично добре популација дивљих животиња као и величанствене панораме.